# Symmachia emeralda
Symmachia emeralda is een vlindersoort uit de familie van de prachtvlinders (Riodinidae), onderfamilie Riodininae.
Symmachia emeralda werd in 2007 beschreven door Hall, J & Willmott.